# Tour de Brunei
Le Tour de Brunei  est une course cycliste par étapes organisée depuis 2011. Elle se déroule chaque année au Brunei. La course fait partie de l'UCI Asia Tour en catégorie 2.2.

## Palmarès
| Année | Vainqueur          | Second                        | Troisième           |
| ----- | ------------------ | ----------------------------- | ------------------- |
| 2011  | Shinichi Fukushima | Mohammed Adiq Husainie Othman | Hossein Jahanbanian |
| 2012  | Hossein Alizadeh   | Duc Tam Trinh                 | Harrif Salleh       |